# M.&E. Natté
A M.&E. Natté é uma extinta empresa de produção e venda de artigos de luxo exóticos referente a moda feminina. Com sede na cidade do Rio de Janeiro, na Rua do Ouvidor. a M.&E. Natté funcionou entre os anos de 1862 e 1903. Suas fundadoras foram as irmãs francesas, Marie e Eudoxie Natté. Após um incêndio que destruiu o prédio que se encontrava a loja, a empresa foi encerrada.

## História
As irmãs francesas Marie e Eudoxie Natté se estabeleceram na cidade do Rio de Janeiro entre as décadas de 1850 e 1860 e fundaram a loja M.&E. Natté na rua do Ouvidor, na cidade do Rio de Janeiro. Na década de 1870, ganharam fama entre a alta sociedade. Abriram uma filial na Rue du Faubourg Saint Denis, em Paris, mas não tiveram êxito.
Em 1873, a M.&E. Natté ganhou medalhas nas Exposições Universais de Viena e em 1878 ganhou medalhas na Exposição em Paris.

## Produtos
A M.&E. Natté fabricava artigos de moda exótica, com penas, aves empalhadas e insetos, todos de origem brasileira. As irmãs francesas utilizavam a técnica de taxidermia e estilo naturalista em suas peças.
- Leques de penas decorado com beija-flores taxidermizados.
- Joias com insetos incrustrados.